# Daniel McDonnell
Daniel Mcdonnell (né le 15 septembre 1988) est un joueur américain de volleyball. Il fait partie de la sélection des Etats-Unis. En club, il évolue au poste de central.
Passé notamment par Tours, il effectue durant l'hiver 2015 un essai au CVB, permettant ainsi aux joueurs de s'entraîner normalement malgré les blessures. Non retenu par l'entraîneur Silvano Prandi, il finit par s'engager avec le club l'été suivant.

## Palmarès
- Championnat de France de volley-ball masculin (1)
  - Vainqueur : 2017

- Challenge Cup
  - Finaliste : 2017